# Alleszerioza
Alleszerioza – rzadka choroba ludzi, psów i koni wywoływana przez kosmopolitycznego grzyba Pseudallescheria boydii.

## Nazewnictwo patogenu
Rodzaj Pseudallescheria nazywano w przeszłości Petriellidium, a gatunek Pseudallescheria boydii – Petriellidium boydii, Allescheria boydii i Pseudallescheria sheari.
Postać Pseudallescheria boydii rozmnażająca się bezpłciowo znana jest jako Graphium eumorphum lub Scedosporium apiospermum.

## Etiologia
Pseudallescheria boydii izolowano z gleby, ścieków, zbrudzonej wody i odchodów zwierząt hodowlanych. Do zakażenia dochodzi zwykle u osób o obniżonej odporności (AIDS, choroby nowotworowe układu krwiotwórczego, okres okołoprzeszczepowy). Zakażenie następuje zwykle po kontakcie uszkodzonej skóry z glebą, bądź drogą aspiracyjną. Poza stopą madurską infekcja grzybicza może wywoływać zmiany narządowe i ogólnoustrojowe określane mianem alleszeriozy.

## Objawy i przebieg
W przebiegu alleszeriozy zajęte procesem chorobowym mogą być:
- układ oddechowy – zapalenie i ropień płuc (obraz podobny do aspergilloma), alergiczna grzybica oskrzelowo-płucna, zapalenie zatok przynosowych
- gałka oczna – zapalenie rogówki i tylnego odcinka oka
- ucho
- ośrodkowy układ nerwowy – zapalenie mózgu i opon mózgowo-rdzeniowych, ropień mózgu
- inne lokalizacje – zapalenie szpiku, wsierdzia, cewki moczowej, stawów i kaletki stawowej

Postaci rozsiane są często śmiertelne, jeśli nie podejmuje się leczenia.

## Diagnostyka
Grzyba wykrywa się w mikroskopowym badaniu mikologicznym materiału pobranego od chorego (plwocina, popłuczyny oskrzelowe, bioptaty), badaniu histopatologicznym bądź poprzez hodowlę.

## Leczenie
Pseudallescheria boydii jest często oporna na amfoterycynę B. Obserwowano natomiast skuteczność m.in. ketokonazolu i itrakonazolu. Niektórzy chorzy mogą wymagać interwencji chirurgicznej.